# 난부 도시마사

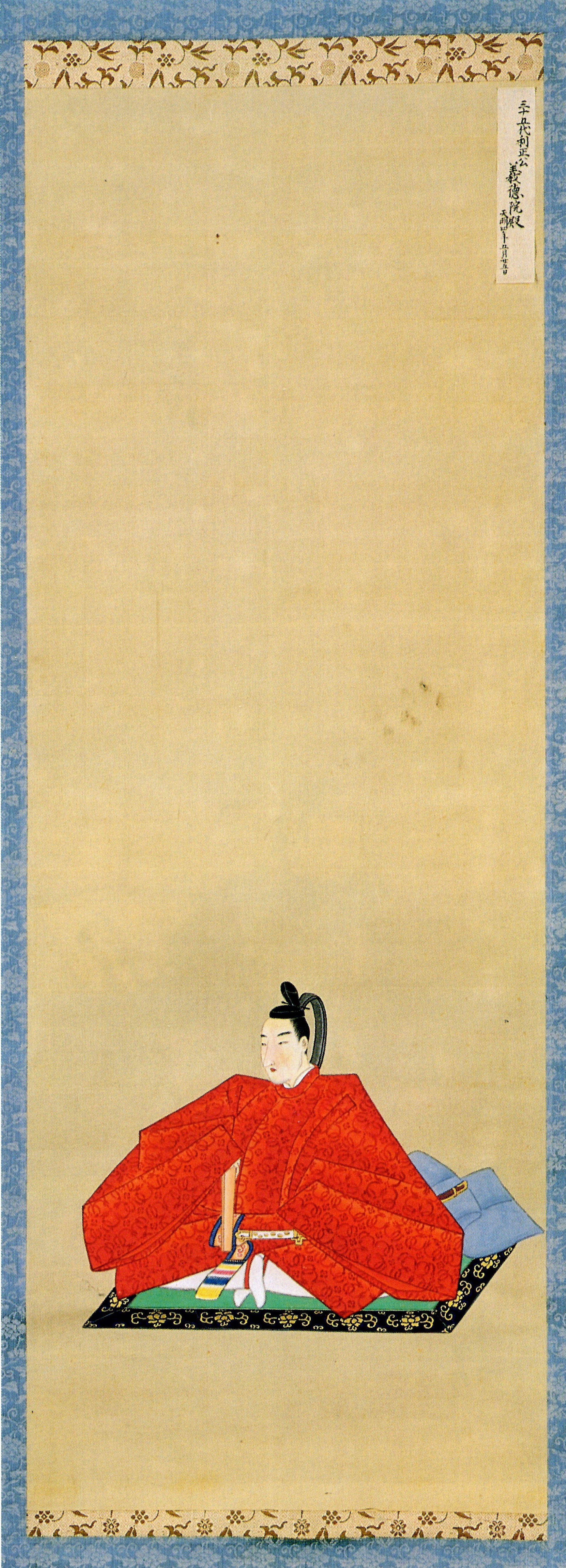
난부 도시마사 초상화

난부 도시마사(일본어: 南部利正, 1751년 5월 4일 ~ 1784년 6월 22일)는 모리오카번의 9대 번주이다. 어릴적 이름은 고키치(幸吉)이며, 초명은 노부요시(信由)이다. 관위는 종5위하, 다이젠노타이후(大膳大夫)이다.
7대 번주 난부 도시미의 여섯 번째 아들로 태어났다. 하타모토 난부 노부오키의 딸과 혼인하여 그의 양자가 되었다. 1770년에 쇼군 도쿠가와 이에하루를 알현하였고, 1773년에 가문을 계승하였다. 1774년 음력 12월 16일, 모리오카 번 8대 번주 난부 도시카쓰의 장남 난부 도시노리가 폐적되면서 도시마사가 양자가 되었고, 그에 따라 그가 계승했던 3천 석 하타모토 가문은 폐문되었다. 음력 12월 22일, 다시 쇼군 이에하루를 알현하고, 6일 뒤 관위를 서임받았다. 1780년 음력 2월 7일, 도시카쓰가 사망하면서 번주 자리에 올랐다. 1781년 음력 4월 22일, 건강상의 이유로 영지에 머무르는 것을 허락받았으나, 1784년 음력 5월 5일, 34세의 나이로 사망하였다. 아들 도시타카가 그 뒤를 이었다.
| 전임 난부 도시카쓰 | 제ㅍ9대 모리오카번 번주 1780년 ~ 1784년 | 후임 난부 도시타카 |